# صمام الأشعة المهبطية
صمام الأشعة المهبطية أو أنبوب الأشعة المهبطية أو أنبوب الأشعة الكاثودية أو أنبوبة أشعة الكاثود (بالإنجليزية: CRT - Cathode Ray Tube) هي شاشات تحتوي على صمام إلكتروني ينتج فيضا من الإلكترونات على هيئة شعاع دقيق.
ويستخدم هذا الصمام الإلكتروني في أجهزة الرادار وفي أجهزة التلفزة. في تلك الأجهزة تتحكم أقطاب كهربية موجبة الشحنة وتعمل على انحراف شعاع الإلكترونات الناشئة من المهبط ليقع على شاشة الصمام فيحدث نقطة مضيئة وبتغيير مقدار الشحنة على أقطاب التحكم يمكن انحراف الشعاع الإلكتروني ليرسم منحنى أو شكلا هندسيا منتظما.
وفي أجهزة التلفزة وفي شاشات الحاسوب تستعمل لولبيات لإنتاج حقل كهرطيسي يمكن بواسطتها التحكم في انحراف شعاع الإلكترونات لتغطية مدى زوايا كبير.
وهناك نوع آخر من صمامات الأشعة المهبطية مثل صمام إنتاج الأشعة السينية أو صمامات إنتاج فيض الإلكترونات في معجلات الإلكترونات . وهذان النوعان لا يحتاجا لملفات أو أقطاب لتوجية شعاع الإلكترونات.

## طريقة عمل الصمام

توضيح صمام شعاع كاثودي، ينشأ فيض الإلكترونات من المهبط السالب متجها. ويتحكم فيه هنا ملفات كهرمغناكيسية لتغيير اتجاهه

يتكون صمام الشعاع الكاثودي من أنبوبة مغلقة من الزجاج تتسع بشكل قمعي وتنتهي بشاشة للعرض . والأنبوب مفرغ من الهواء . يوجد المهبط في طرف الأنبوب على هيئة فتيل يولد الإلكترونات (مثل فتيل اللمبة العادية)، ويخرج شعاع الإلكترنات منجذبا نحو المصعد الموجب الشحنة ويمر بعدة أقطاب تعمل على تركيز الشعاع في بؤرة عند لقائه للشاشة .
وغالبا ما يتكون المصعد من عدة أجزاء:
- ويبدأ بقطب أسطواني لتسريع الإلكترونات الخارجة من المهبط،
- ويكون مسار الإلكترونات من المنبع موازيا للسطح الزجاجي الأسطواني، ويمكن تكوينه عن طريق طلاء سطح الأنبوب الداخلي بمادة موصلة للكهرباء،
- الجزء القمعي الشكل من الصمام وينتهي بالشاشة، وتطلى الشاشة بمركبات معدنية ينبعث منها الضوء عند اصطدام الإلكترونات بها .

(يلتقي شعاع الإلكترونات في نقطة على الشاشة إذا كان جهد المصعد ثابتا غير متردد.)
- يزوّد الأنبوب بملفات كهربائية Deflection Coils (انظر الشكل أعلاه ) تعمل على توليد مجال كهرومغناطيسي ذو تردد سريع يعمل بدوره على توجيه شعاع الإلكترون، وانتقاله متتابعا على الشاشة من نقطة إلى نقطة، حتى يغطي مساحة الشاشة في عدد نحو 625 * 1024 من النقاط لتكوين الصورة.

ويُطلى الجزء القمعي من الخارج بطبقة من الجرافيت (وهو موصل جيد للكهرباء) ويوصل بالأرضي لمنع تراكم الشحنة الكهربية على الصمام .

## صمام التلفزة الملونة

مقطع يبين داخل صمام للتلفزة الملونة

توجد في أجهزة التلفاز الحديثة ثلاثة أشعة إلكترونية، حيث يمكن أن تلتقى الثلاثة أفياض الإلكترونية في أي بقعة علي الشاشة، ونظرا لوجود شبكة ملامسة للشاشة من الداخل يمكن لكل شعاع التأثير على المادة الملونة التابعة له فتضيئ. ويثير كل شعاع لونا يتبعه، وتختار فتحات الشبكة بحيث تكون أصغر من قطر الشعاع عند اصطدامه بالشاشة لكي يكون مستوى لمعان اللون ثابتا.
وتوجد للصمامات الملونة عدة معطيات لتصحيح الصورة، فلا بد من أن تلتقى الثلاثة إشعاعات الإلكترونية عند النقطة المطلوبة على الشاشة. وهذا يمكن التوصل إليه بوساطة الملف الكهرومغناطيسي الذي يوجه الأشعة. ولا بد من سقوط كل من الثلاثة أفياض إلكترونية على فتحة الشبكة بالزاوية المضبوطة لكي يصتدم ببقعة اللون الخاصة به، وبذلك تعلو نقاوة اللون ووضوحه. وهذا يحتاج إلى دقة عالية في تصنيع الملف وأجزاءه الإلكترونية التي تتحكم في الثلاثة أفياض من الإلكترونات .
والحصول على ثلاثة أفياض من الإلكترونات تتجمع في عدد 625 في 1200 نقطة على الشاشة متتابعا يمكن تحقيقه بملفات محسوبة بدقة ويمونها الترددات الكهرومغناطيسية المضبوطة.
ولتحسين وضوح الصورة أصبح من المتبع الاستغناء عن الترددات المسماة نبضات سن المنشار التصاعدية بنبضات حديثة أكثر تعقيدا . وما يتبقى من أخطاء في تشكيل الصورة على الشاشة يمكن تحسينه بإضافة بعض من المغناطيسات الذاتية حول الأنبوب أو عند مصدر الإلكترونات .